# 乌姜
乌姜（学名：Zingiber lingyunense）为姜科姜属下的一个种。